# Khadija Arib
Khadija Arib (Casablanca, 10 ottobre 1960) è una politica olandese, appartenente al Partito del Lavoro (PvdA), presidente della Tweede Kamer dal 2015 al 2021.

## Biografia
Khadija Arib è nata il 10 ottobre 1960 a Casablanca, in Marocco.  È arrivata in Olanda quando aveva 15 anni.  I suoi genitori lavoravano in un servizio di lavanderia a Schiedam. Ha studiato sociologia all'Università di Amsterdam.
Prima della sua carriera politica, ha lavorato come impiegata statale, educatrice ed assistente sociale.
Membro del Partito laburista (Partij van de Arbeid, PvdA), è deputata dal 19 maggio 1998.
Alla Tweede Kamer si è concentrata su questioni di razzismo, discriminazione, abusi, violenza domestica e assistenza ai giovani. È stata duramente criticata (principalmente da membri del Partito per la Libertà) per la sua doppia cittadinanza e per la sua presenza nel comitato consultivo del Re del Marocco. Il 13 gennaio 2016 ha assunto ad interim l'incarico di speaker della Tweede Kamer, sconfiggendo altri tre candidati; il 29 marzo 2017 viene riconfermata, risultando l'unica candidata.

## Posizioni politiche
Durante la sua carriera, Arib è stata un'attivista per i diritti delle donne e l'emancipazione delle donne immigrate nei Paesi Bassi; è stata membro fondatore e presidente della Fondazione olandese delle donne Marocchine. Nel 1989, è stata detenuta in Marocco con i suoi 3 figli, dopo aver affrontato pubblicamente questioni relative alla posizione delle donne nella società marocchina. Dopo l'intervento del Ministero degli Affari Esteri olandese, le è stato permesso di tornare in Olanda.